# Mario Party: Island Tour
Mario Party: Island Tour (マリオパーティーアイランドツアー, Mario Pātī Airando Tsuā) est un jeu vidéo de type party game développé par Nd Cube et édité par Nintendo sur Nintendo 3DS. Annoncé en avril 2013 lors d'un Nintendo Direct, il est sorti le 22 novembre 2013 en Amérique du Nord, le 17 janvier 2014 en Europe, le 18 janvier 2014 en Australie et le 20 mars 2014 au Japon. Il est reparu le 16 octobre 2015 dans la collection Nintendo Selects sortie en Europe. Il est le troisième jeu de la série Mario Party à avoir été édité sur console portable.

## Univers

### Personnages
Le jeu compte un total de dix personnages jouables. En plus de reprendre ceux de Mario Party DS, à savoir Mario, Luigi, Peach, Daisy, Yoshi, Wario, Waluigi et Toad, Mario Party: Island Tour marque l'apparition de Boo dans la série sur consoles portables et introduit Bowser Jr. pour la première fois en tant que personnage jouable dans la série Mario Party. Ce dernier est déblocable en terminant le mode Tour de Bowser.

### Plateaux
Le jeu comprend sept plateaux différents, dont un est à débloquer. Le plateau Table de jeu de Maskass n'est jouable qu'en multijoueur à partir de trois joueurs. Chaque plateau possède ses propres critères et ses conditions de victoire :
- Royaume des bonus : Arriver au château en premier.
- Montagne de Bill Bourrin : Atteindre le sommet de la montagne en évitant les assauts de Bill Bourrin.
- Route des étoiles : Collecter le plus de petites étoiles possible.
- Parc aux fusées : Foncer vers l'arrivée en s'aidant des réacteurs gagnés.
- Manoirs de Kamek : Explorer les manoirs en utilisant des cartes pour s'arrêter pile sur la case d'arrivée.
- Table de jeu de Maskass : Échanger des cartes avec les autres joueurs pour progresser.
- Volcan de Bowser : Avancer le plus lentement possible pour atteindre l'arrivée en dernier.

## Système de jeu
Mario Party : Island Tour reprend le système de jeu de la série Mario Party : deux à quatre personnages s'affrontent dans un jeu de plateau. Leurs déplacements s'effectuent le plus souvent grâce à un bloc dé. Ce jeu reprend aussi le système de combats de boss de Mario Party 9.
Le jeu comprend plusieurs modes. Le joueur peut ainsi choisir entre faire un jeu de plateau, rejouer aux mini-jeux débloqués et se lancer dans l'assaut de la Tour de Bowser. Il y a également un mode Collection dans lequel le joueur échange les points qu'il a accumulé contre des sons et des musiques du jeu à écouter.
Mario Party: Island Tour est également compatible avec la fonctionnalité StreetPass de la Nintendo 3DS.

## Accueil

### Critiques
Mario Party: Island Tour a reçu des critiques plutôt moyennes. Les sites de compilations de critiques GameRankings et Metacritic lui accordent chacun une moyenne de 59 % et de 57 % calculées respectivement sur vingt-huit et quarante-sept critiques,.
Jeuxvideo.com déplore le manque de mode en ligne ainsi que des plateaux de jeu trop courts, mais néanmoins trouve que le titre reste « plutôt fun ». Pour Gamekult, le jeu est un « compromis entre tradition et modernité » donnant un résultat final plutôt « mitigé ». Gameblog souligne également le manque de mode en ligne. Cependant, il énonce le fait que le jeu permet de « passer des bons moments avec ses amis en réseau local ou même en solo ».